# Konrad Trummler
Konrad Trummler (* 16. Januar 1864 in Zwittau; † 27. Dezember 1936 in Bremen) war ein deutscher Vizeadmiral im Ersten Weltkrieg.

## Leben
Trummler trat am 15. April 1881 als Kadett in die Kaiserliche Marine ein und durchlief bis Mitte Dezember 1885 seine Ausbildung zum Seeoffizier auf verschiedenen Schulschiffen und der Marineschule in Kiel. Im Anschluss daran war er als Unterleutnant zur See Kompanieoffizier bei der II. Matrosen-Division. Mitte Juli 1886 trat er auf dem Dampfer Salier die Ausreise nach Sydney an, um auf dem in der Südsee stationierten Stationsschiff Albatross bis Mitte August 1888 seinen Dienst als Wachoffizier zu versehen. Zwischenzeitlich avancierte er Mitte Dezember 1887 zum Leutnant zur See und nach seiner Rückkehr nach Deutschland war Trummler Wachoffizier auf das Panzerschiff Friedrich der Große, bevor er Ende September 1888 als Inspektionsoffizier an die Marineschule versetzt wurde. Am 1. April 1889 kam er als Wachoffizier an Bord der in Dienst gestellten Irene unter dem Kommando des Prinzen Heinrich von Preußen. Während seiner Dienstzeit war der Kleine Kreuzer Begleitschiff der Kaiserlichen Yacht Hohenzollern auf Reisen durch das Mittelmeer, nach Skandinavien, Belgien und Russland.
Nachdem das Schiff am 24. September 1890 außer Dienst gestellt worden war, stand Trummler bis Dezember 1890 zur Verfügung der II. Marineinspektion bzw. der II. Torpedo-Abteilung und absolvierte bis Ende März 1891 einen Lehrgang auf dem Torpedoschulschiff Blücher. Für ein Jahr fungierte er anschließend als Kompanieoffizier der II. Matrosen-Artillerie-Abteilung und fuhr ab April 1892 für ein Jahr als Erster Offizier auf dem Aviso Loreley. Daran schloss sich eine Verwendung als Kompanieoffizier bei der II. Werftdivision an. Zugleich diente er für einen Monat als Wachoffizier auf dem Panzerschiff Frithjof. Als Kapitänleutnant absolvierte Trummler ab Ende September 1894 die Marineakademie. Nach seinem erfolgreichen Abschluss wurde er Mitte April 1896 Erster Offizier auf dem Panzerschiff Beowulf. Nach weiteren Bordverwendungen wurde er im April 1899 zum Dienst im Marinekabinett nach Berlin kommandiert. Während dieser Zeit erfolgte am 23. März 1901 seine Beförderung zum Korvettenkapitän. Im Oktober 1901 trat Trummler die Ausreise nach Douala an und übernahm in Kamerun als Kommandant das Kanonenboot Habicht. Gemeinsam mit dem Kanonenboot Hyäne wurde es anlässlich des Zweiten Burenkrieges in die Kapregion entsandt. Nach einem Jahr Aufenthalt in den südafrikanischen Gewässern trat er im Oktober 1902 wieder die Heimreise nach Deutschland an.
Nach Rückkehr in die Heimat wurde Trummler im November 1902 als Marineattaché an die deutschen Gesandtschaft nach Tokyo versetzt und war während des Russisch-Japanischen Krieges als Berichterstatter des Admiralstabes ins Hauptquartier der japanischen Flotte kommandiert. Aus dieser Kommandierung zog der Admiralstab viel Nutzen und Trummler wurde am 21. März 1905 zum Fregattenkapitän befördert. Über seine Ablösung durch seinen Nachfolger Korvettenkapitän Richard Lange (1868–1939) war er froh, wie Trummler in einem Brief Ende 1905 dem Generaladjutanten des Kaisers Gustav von Senden-Bibran (1847–1909) mitteilte, da er seine eigene Berichterstattung während der Zeit des Aufenthaltes in Japan als nur mangelhaft bewertete. Das lag vor allem an der Verschwiegenheit der Japaner gegenüber Ausländern, aber auch daran, dass es an jeglicher Unterstützung seines Amtes durch die Botschaft selbst gefehlt habe.
Anfang 1906 wieder in Deutschland eingetroffen, stand Trummler zunächst zur Verfügung des Chefs der Marinestation der Ostsee und wurde Ende September 1906 mit der Ernennung zum Abteilungsvorstand in das Marinekabinett versetzt. Am 10. November 1906 erfolgte seine Beförderung als Kapitän zu See und von Ende Oktober 1907 bis Ende September 1908 war Trummler Kommandant des Großen Kreuzers Scharnhorst. Anschließend übernahm er das Schwesterschiff, die Gneisenau und wurde am 15. September 1910 Chef des Stabes der Marinestation der Nordsee. In dieser Stellung stieg er Anfang September 1911 zum Konteradmiral auf und war von Oktober 1912 bis Mitte Mai 1913 2. Admiral des I. Geschwaders der Hochseeflotte. Daran schloss sich am 5. November 1912 eine Verwendung als Chef der Mittelmeerdivision an. Von Triest aus trat Trummler Ende Oktober 1913 die Heimreise an und wurde zur Dienstleistung bei der Inspektion der Küstenartillerie und des Minenwesens nach Cuxhaven kommandiert. Am 10. Dezember 1913 erfolgte seine Ernennung zum Inspekteur dieser Inspektion und zugleich war er Kommandant der Befestigungen bei Cuxhaven. Über den Beginn des Ersten Weltkriegs verblieb Trummler in diesen Dienststellungen, avancierte am 17. Juni 1915 zum Vizeadmiral und wurde mit dem Eisernen Kreuz II. Klasse sowie dem Hanseatenkreuz Hamburg ausgezeichnet. In Genehmigung seines Abschiedsgesuches wurde er am 16. Dezember 1916 zur Disposition gestellt.
Konrad Trummler verstarb am 27. Dezember 1936 in Bremen.